# Susana Aurora Magallón Puebla
Susana Aurora Magallón Puebla es una científica mexicana especializada en biología evolutiva y bioinformática, principalmente enfocadas a evolución vegetal. Es miembro del Sistema Nacional de Investigadores nivel III. En 2019 se la nombró directora del Instituto de Biología de la UNAM para el periodo 2019-2023. 

## Trayectoria académica
Realizó sus estudios de licenciatura en la Facultad de Ciencias de la Universidad Nacional Autónoma de México, y obtuvo el grado de bióloga en noviembre de 1991 con la tesis titulada Estudio sistemático y biométrico de helechos del tipo Pecopteris (Marattiales; Pteridophyta) de la Formación Matzitzi (PermoCarbonífero), Estado de Puebla. Posteriormente realizó una maestría en Biología Vegetal en la Facultad de Ciencias, UNAM; obteniendo el grado de maestra en abril de 1994 con el trabajo de tesis Estudio morfológico y anatómico de órganos reproductivos de plantas fósiles del Cenozóico superior de la región de Tepexi de Rodríguez, Puebla. 
Estudió el doctorado en Ciencias Geofísicas en la Universidad de Chicago, obteniendo el grado en agosto de 1999. Su tesis doctoral se tituló Un acercamiento neontológico y paleontológico a la evolución de la forma floral entre las eudicots basales (angiospermas). Al término de su doctorado, realizó una estancia posdoctoral en la Sección de Evolución y Ecología, Universidad de California, la cual concluyó en septiembre del 2001. Su investigación postdoctoral incluyó la búsqueda de evidencia molecular y fósil sobre la era de las angiospermas. 
En 2001, se integró como Investigadora Titular A al Instituto de Biología de la UNAM, donde desde años recientes se convirtió en Investigadora Titular C y PRIDE D. Es miembro del Sistema Nacional de Investigadores como investigadora nivel III. 

### Comités científicos
A lo largo de su trayectoria laboral ha formado parte de diversos comités editoriales y científicos, entre los que se encuentran los siguientes: 
- De 2001 a 2015 fue investigadora asociada en botánica (honoraria) en el Museo Field de Historia Natural en Chicago.
- Editora asociada de la revista científica Evolution: International Journal of Organic Evolution durante el periodo 2008 a 2010.
- Formó parte del Consejo Científico de la Society of Systematic Biologists en el periodo 2009 a 2011.
- Fue integrante del Comité Científico de la Red Latinoamericana de Botánica en la gestión 2011 a 2013.
- Miembro del Consejo Científico de la American Society of Plant Taxonomists de 2013 a 2016.
- Formó parte del Consejo Editorial de la revista científica Botanical Sciences en el periodo 2015 a 2020.
- Fue parte del Comité de Premios al Mérito Científico de la Botanical Society of America durante 2015 a 2017.
- Entre 2017 y 2018 fue editora asociada de la publicación International Journal of Plant Sciences y editora de New Phytologist.

## Líneas de investigación
Su campo de investigación es la diversificación de las plantas en México. Éste se desarrolla principalmente en tres áreas de investigación: la evolución de la estructura floral, la dinámica macroevolutiva de diversificación de plantas terrestres y los mecanismos de adquisición de riqueza de especies en linajes hiperdiversos. Otras de sus investigaciones se han centrado en las relaciones filogenéticas, edad y diversificación de clados mayores de plantas vasculares, así como el análisis de la diversidad florística con una perspectiva filogenética. 
Parte de su trabajo científico consiste en crear bases de datos donde combina información paleobotánica, bases moleculares, filogenias y relojes moleculares para entender la evolución floral. 
En 2017, una de sus colaboraciones científicas resultó en la publicación de un artículo en la revista Nature Communications que fue titulado La flor ancestral de las angiospermas y su diversificación temprana. Esta investigación proporciona información sobre el avance temprano de las flores y acerca de las principales pautas de evolución entre todos los linajes vivientes del grupo. El trabajo proporciona datos innovadores sobre las fases iniciales de la evolución de las angiospermas y ofrece, por primera vez, un escenario simple para explicar la diversidad de formas florales. A partir de ello, se propone un nuevo modelo de la flor ancestral que, de acuerdo con el estudio, era bisexual, con órganos femeninos (carpelos) y masculinos (estambres) y múltiples verticilos (círculos concéntricos) de órganos parecidos a los pétalos, en grupos de tres. 

En 2020 publicó una de sus investigaciones donde se describe que las angiospermas se originaron gracias a la flora tropical, y de la cual recientemente existen más de 300 mil especies. Este estudio se hizo a través de un análisis de reconstrucción del árbol evolutivo de las angiospermas, con lo que se conocieron las edades de las familias que están distribuidas alrededor del mundo; arrojando un estimado evolutivo que osciló entre más de 16 millones de registros geográficos de distribución. Con esta investigación se revela el surgimiento de las angiospermas vivientes en la actualidad, y su dominancia ecológica hasta después de la era de los dinosaurios, hace más de 66 millones de años. En palabras de Susana Magallón:
...esto casi después de 80 a 90 millones de años del origen del grupo, hace 140 millones de años.

## Premios y distinciones
En reconocimiento a su destacada labor docente, de investigación y difusión de la ciencia, ha sido acreedora de distintos premios:
- 1991: Premio Isabel Cookson. Otorgado por la Sociedad Botánica Estadounidense en la sección de Paleobotánica por su investigación titulada La flora mixta del pérmico del centro-sur de México. [12]
- 1995: Premio Maynard Moseley. Otorgado por la Sociedad Botánica Estadounidense en la sección de Estructura y Desarrollo. Ese mismo año recibió el premio a la mejor tesis nivel maestría el cual fue otorgado por la Sociedad Botánica de México. [13]
- 1997: Medalla Gabino Barreda (Maestría). Facultad de Ciencias, UNAM. [14]
- 1988: Premio Karling. Galardonado por la Sociedad Estadounidense de Taxónomos de Plantas. [15]
- 2013: Reconocimiento Sor Juana Inés de la Cruz. Universidad Nacional Autónoma de México. [16]
- 2017: Fue designada presidenta de la Society of Systematic Biologists para el periodo 2017 al 2019.
- 2019: Nombramiento como directora del Instituto de Biología (UNAM) para el periodo 2019-2023. En 2023 fue ratificada para servir un periodo más. [1] [17] [18]
- 2022: Fue elegida para ser miembro de Academia de Arte y Ciencia de Estados Unidos. [19]
- 2024: Ingreso a la Royal Society of London en reconocimiento por su trayectoria científica. [20]

## Producción científica
Es coautora de más de 55 artículos científicos, de siete capítulos de libro, un plan científico, y tres artículos de docencia y divulgación. 
Ha sido profesora a nivel licenciatura y maestría en las asignaturas de paleobiología, botánica y sistemática filogenética. También ha realizado trabajo de divulgación y difusión, organizando conferencias y participando en congresos científicos.